# Torre de los Alberti

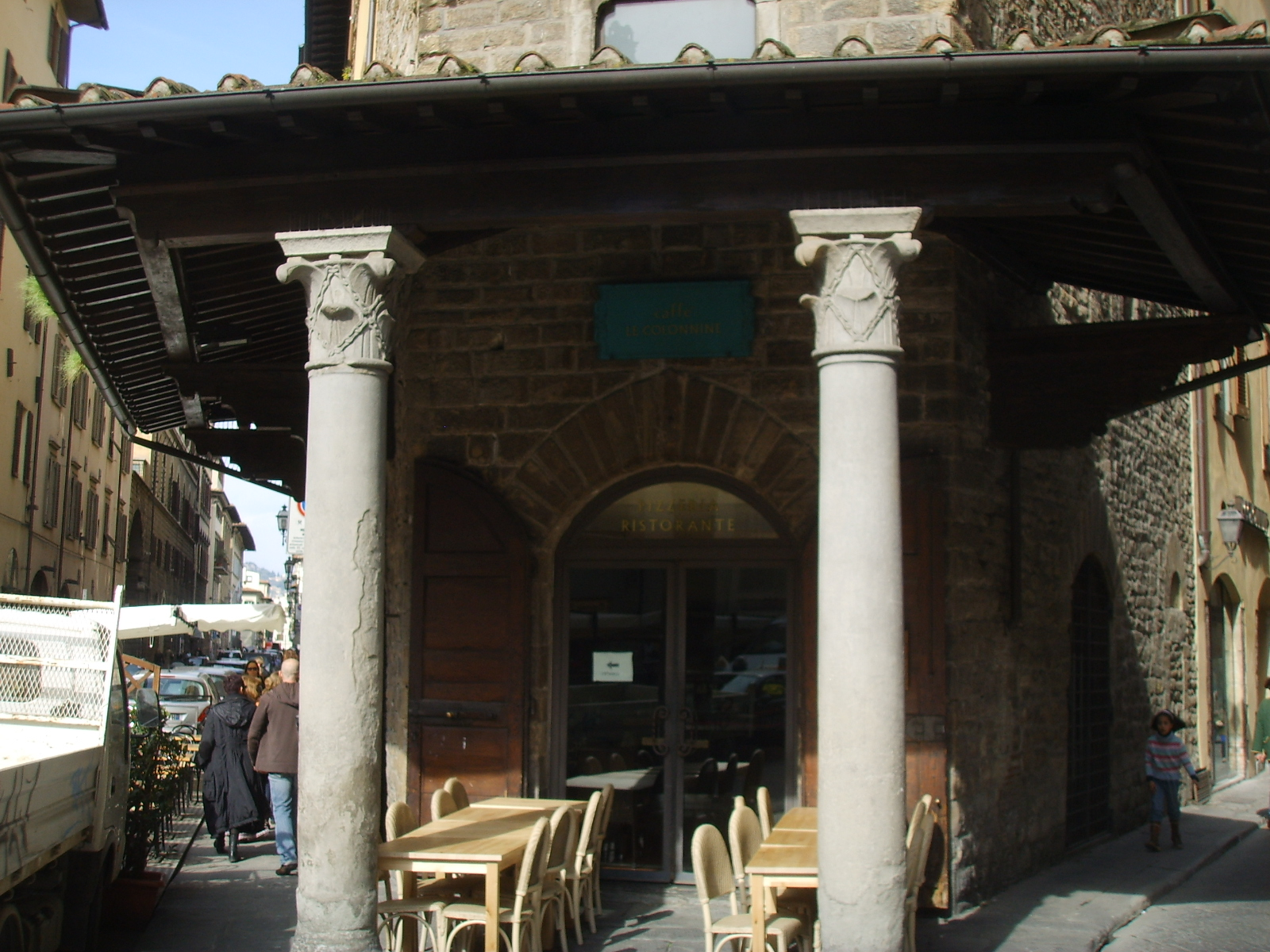
Las columnas con el escudo de armas de la familia Alberti.

La Torre de los Alberti es una torre medieval ubicada en la ciudad de Florencia, en la región Toscana (Italia). Esta torre cuenta con una planta poligonal y fue la sede y residencia de los Alberti, una de las familias más poderosas y numerosas de la Florencia medieval.
Antiguamente existía una zanja al costado de la torre (de hecho, una iglesia cercana fue conocida como San Jacopo dei Fossi, que se traduciría como Santiago de las zanjas), así como ventanas simples que han sido reemplezadas por ventanas normales. En la base de la torre existe una pequeña galería abierta construida en el siglo XV donde, en los capiteles, se encuentra el escudo de armas de la familia Alberti, compuesto por dos cadenas que se cruzan. Después de que el poder de la familia florentina desapareciera en 1836, la propiedad paso a manos de otras familias como la Ubaldini y la familia Mori. La torre ha sido restaurada durante la década de 1990.